# QGIS

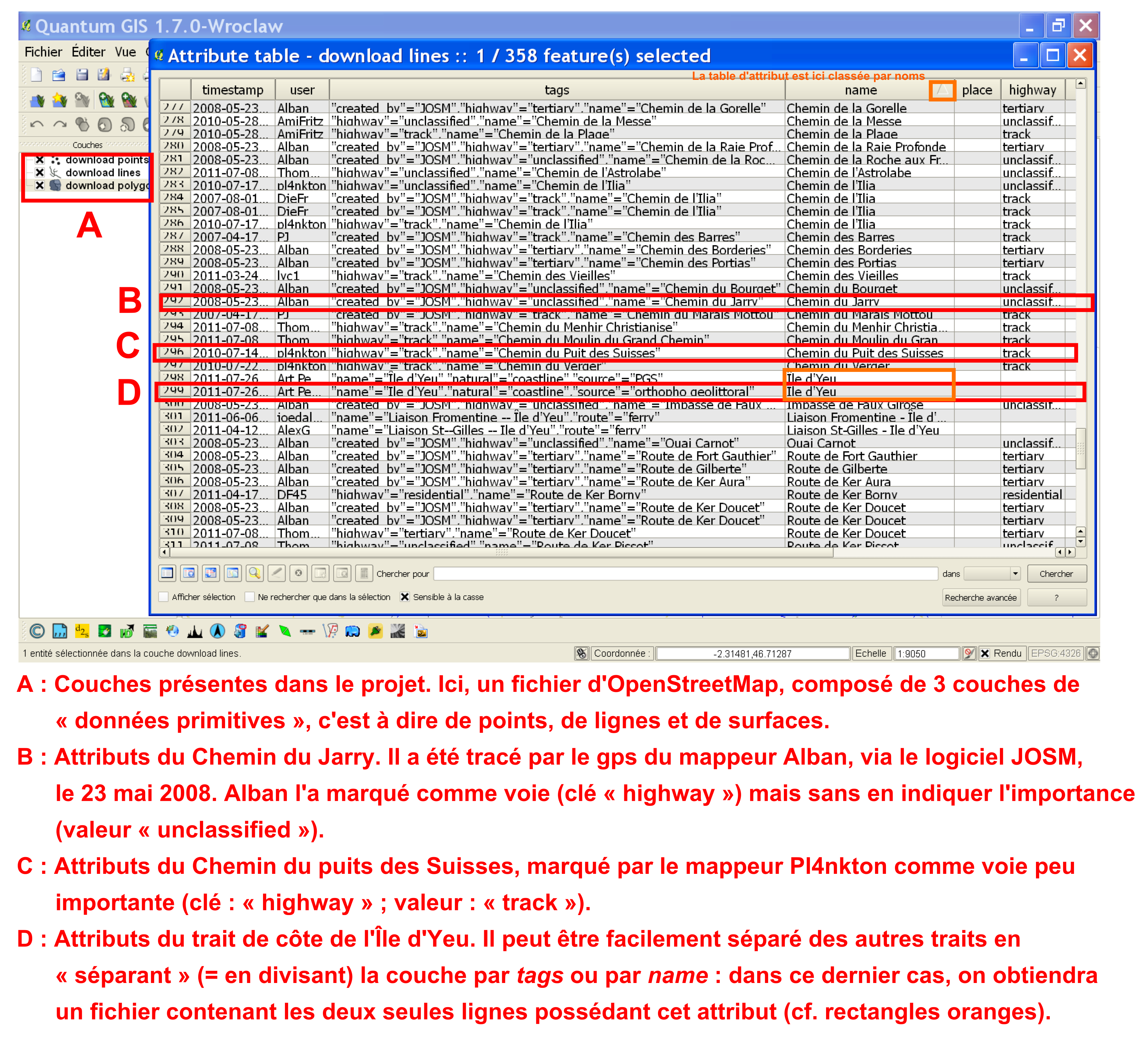
Une table d'attributs des données d'OpenStreetMap (ici pour L'Île-d'Yeu). QGIS permet de séparer ces données par géotag.

QGIS est un logiciel SIG (système d'information géographique) libre multiplateforme publié sous licence GPL. Le développement a débuté en mai 2002 et est sorti en tant que projet sur SourceForge en juin 2002. Il était également appelé Quantum GIS jusqu'en septembre 2013.
Via la bibliothèque GDAL, il gère les formats d’image matricielles (raster) et vectorielles, ainsi que les bases de données.
QGIS fait partie des projets de la Fondation Open Source Geospatial.
Le logiciel est intégré à la liste des logiciels libres préconisés par l'État français dans le cadre de la modernisation globale de ses systèmes d’informations (S.I.).

## Caractéristiques
QGIS est un logiciel SIG qui permet de : 
- Gérer l’extension spatiale de PostgreSQL, PostGIS[4].
- Prendre en charge un grand nombre de formats de données vectorielles[6] (Shapefile, les couvertures ArcInfo, Mapinfo, GRASS GIS, etc.).
- Prendre également en charge un nombre important de formats de couches matricielles[7] (GRASS GIS, GeoTIFF, TIFF, JPG, etc.).

QGIS peut être utilisé comme logiciel autonome ou comme interface graphique du logiciel SIG GRASS. Il est ainsi possible d'utiliser toute sa puissance d’analyse dans un environnement de travail plus convivial. Il est également possible d'appeler les modules SAGA GIS depuis QGIS. Ces fonctionnalités sont optionnelles, et passent par des module d'extension (plugin).
Par ailleurs, QGIS dispose — par défaut — de nombreux modules, dont :
- un module de lecture/écriture de données GNSS[10], basé sur le programme GPSBabel (en) ;
- un module de géoréférencement, qui permet de « caler » une image (vue aérienne, typiquement) dans un référentiel terrestre[11].

L'une des grandes forces de QGIS est de pouvoir utiliser des centaines de systèmes de projection géographiques à la volée tels que WGS84, Lambert 93 ou ED50.
En outre, depuis la version 0.9, il possède un vrai moteur de scripts basé sur Python. Ceci permet tout à la fois de créer des modules plus simplement qu'en C++, mais aussi de construire de véritables applications. Cette possibilité passe par PyQt, le pont entre Python et la bibliothèque graphique Qt4.

### Serveur cartographique Qgis-Server
Le serveur cartographique Qgis-Server est fourni nativement avec QGIS depuis la version 1.6. Il s'agit d'un serveur cartographique libre comparable aux solutions MapServer, GeoServer ou Mapnik. Son gros avantage est de s'appuyer sur le rendu du logiciel bureautique et donc de permettre la configuration de toutes les caractéristiques de ses cartes directement avec QGIS : symbologie, étiquettes, seuils d'échelle, etc. Cela permet de faciliter le travail de configuration et d'éviter l'écriture de fichiers de configuration à la main comme dans le cas des autres serveurs cartographiques. QGIS server permet également de fournir des données dans des formats OGC tels que WMS, WFS, etc.

## Historique des versions
| Version     | Nom de code      | Date de publication | Changements significatifs |
| ----------- | ---------------- | ------------------- | --- |
| 0.0.1-alpha |                  | juillet 2002        | Importation et visualisation de donnée issues de PostGIS |
| 0.0.3-alpha |                  | 10 août 2002        | Ajout du support du format shapefile et autres formats vectoriels. |
| 0.0.4-alpha |                  | 15 août 2002        | Amélioration de la manipulation des calques, de la colorisation des calques et de l'affichage des propriétés dans une boite de dialogue.                                                                     |
| 0.0.5-alpha |                  | 5 octobre 2002      | Correction de bug et stabilité améliorée. Fonctionnalité de fixe l’épaisseur des lignes et amélioration des fonctions de zoom.                                                                               |
| 0.0.6       |                  | 24 novembre 2002    | Amélioration de la connexion avec PostGIS, ajout de fonction d'identification des calques, fonctionnalité de visualisation et tri des tables d'attributs.                                                    |
| 0.0.7       |                  | 30 novembre 2002    | |
| 0.0.8       |                  | 11 décembre 2002    | |
| 0.0.9       |                  | 25 janvier 2003     | |
| 0.0.10      |                  | 13 mai 2003         | |
| 0.0.11      |                  | 10 juin 2003        | |
| 0.0.12      |                  | 10 juin 2003        | |
| 0.0.13      |                  | 8 décembre 2003     | |
| 0.1pre1     |                  | 14 février 2004     | Ajout du support de données raster. Ombrage unique, continu ou graduel des données vecteur. Fonctionnalité de génération de buffer. Amélioration du plugin PostGIS,.                                         |
| 0.1         | Moroz            | 25 février 2004     | |
| 0.2         | Pumpkin          | 26 avril 2004       | |
| 0.3         | Madison          | 28 mai 2004         | |
| 0.4         | Baby             | 4 juillet 2004      | |
| 0.5         | Bandit           | 5 octobre 2004      | |
| 0.6         | Simon            | 19 décembre 2004    | « https://qgis.org/content/view/14/99/ »(Archive.org • Wikiwix • Archive.is • Google • Que faire ?) |
| 0.7         | Seamus           |                     | |
| 0.7.3       |                  | 11 octobre 2005     | « http://technology.slashgeo.org/technology/05/10/19/1323235.shtml »(Archive.org • Wikiwix • Archive.is • Google • Que faire ?)                                                                              |
| 0.8         | Joséphine        | 7 janvier 2007      | |
| 0.8.1       | Titan            | 15 juin 2007        | |
| 0.9.0       |                  | 26 octobre 2007     | |
| 0.9.1       | Ganymède         | 6 janvier 2008      | |
| 0.10        | Io               | 3 mai 2008          | |
| 0.11        | Métis            | 21 juillet 2008     | |
| 1.0         | Coré             | 5 janvier 2009      | |
| 1.1         | Pan              | 12 mai 2009         | |
| 1.2         | Daphnis          | 1er septembre 2009  | |
| 1.3         | Mimas            | 20 septembre 2009   | « https://www.qgis.org/wiki/Release_Checklist_1.3 »(Archive.org • Wikiwix • Archive.is • Google • Que faire ?)                                                                                               |
| 1.4         | Encelade         | 10 janvier 2010     | |
| 1.5         | Téthys           | 29 juillet 2010     | « https://www.qgis.org/wiki/Release_Checklist_1.5 »(Archive.org • Wikiwix • Archive.is • Google • Que faire ?)                                                                                               |
| 1.6         | Copiapó          | 27 novembre 2010    | « https://www.qgis.org/wiki/Release_Checklist_1.6 »(Archive.org • Wikiwix • Archive.is • Google • Que faire ?) « https://blog.qgis.org/node/146 »(Archive.org • Wikiwix • Archive.is • Google • Que faire ?) |
| 1.7         | Wrocław          | 19 juin 2011        | « http://lists.osgeo.org/pipermail/qgis-user/2011-June/012501.html »(Archive.org • Wikiwix • Archive.is • Google • Que faire ?)                                                                              |
| 1.8         | Lisbonne         | 21 juin 2012        | « http://lists.osgeo.org/pipermail/qgis-user/2012-June/017706.html »(Archive.org • Wikiwix • Archive.is • Google • Que faire ?) « Mojibake » dans les environnements en japonais.                            |
| 2.0         | Dufour           | 8 septembre 2013    | Nouveau API vecteur. Révision de la symbologie et de l’étiquetage.« http://changelog.linfiniti.com/en/qgis/version/200/ »(Archive.org • Wikiwix • Archive.is • Google • Que faire ?)                         |
| 2.2         | Valmiera         | 22 février 2014     | , |
| 2.4         | Chugiak          | 27 juin 2014        | 2.4.0 changelog |
| 2.6         | Brighton         | 1er novembre 2014   | « changelog »(Archive.org • Wikiwix • Archive.is • Google • Que faire ?) |
| 2.8 LTR     | Vienne           | 20 février 2015     | « https://www2.qgis.org/en/site/forusers/visualchangelog28/index.html »(Archive.org • Wikiwix • Archive.is • Google • Que faire ?)                                                                           |
| 2.10        | Pise             | 26 juin 2015        | |
| 2.12        | Lyon             | 23 octobre 2015     | |
| 2.14 LTR    | Essen            | 29 février 2016     | |
| 2.16        | Nødebo (en)      | 8 juillet 2016      | |
| 2.18 LTR    | Las Palmas       | 21 octobre 2016     | Ultime évolution dans les versions 2.x! |
| 3.0         | Girona           | 23 février 2018     | 2016-01-17: Plan for QGIS 3.0: Basé sur les dernières versions de Qt5 et Python 3 |
| 3.2         | Bonn             | 14 septembre 2018   | http://changelog.qgis.org/en/qgis/version/3.2.0/ |
| 3.4 LTR     | Madeira          | 2 novembre 2018     | http://changelog.qgis.org/en/qgis/version/3.4-LTR/ |
| 3.6         | Noosa            | 22 février 2019     | http://changelog.qgis.org/en/qgis/version/3.6.0/ |
| 3.8         | Zanzibar         | 21 juin 2019        | http://changelog.qgis.org/en/qgis/version/3.8/ |
| 3.10 LTR    | A Coruña         | 6 décembre 2019     | http://changelog.qgis.org/en/qgis/version/3.10/ |
| 3.12        | București        | 21 février 2020     | http://changelog.qgis.org/en/qgis/version/3.12/ |
| 3.14        | Pi               | 17 juin 2020        | https://changelog.qgis.org/en/qgis/version/3.14/ |
| 3.16 LTR    | Hannover         | 23 octobre 2020     | https://changelog.qgis.org/en/qgis/version/3.16/ |
| 3.18        | Zürich           | 19 février 2021     | https://changelog.qgis.org/en/qgis/version/3.18/ |
| 3.20        | Odense           | 18 juin 2021        | https://changelog.qgis.org/en/qgis/version/3.20/ |
| 3.22 LTR    | Białowieża       | 22 octobre 2021     | https://changelog.qgis.org/en/qgis/version/3.22/ |
| 3.24        | Tisler           | 18 février 2022     | https://changelog.qgis.org/en/qgis/version/3.24/ |
| 3.26        | Buenos Aires     | 17 juin 2022        | https://changelog.qgis.org/en/qgis/version/3.26/ |
| 3.28 LTR    | Firenze          | 21 octobre 2022     | https://changelog.qgis.org/en/qgis/version/3.28/ |
| 3.30        | 's-Hertogenbosch | 3 mars 2023         | https://changelog.qgis.org/en/qgis/version/3.30/ |
| 3.32        | Lima             | 23 juin 2023        | https://changelog.qgis.org/en/qgis/version/3.32/ |
| 3.34 LTR    | Prizren          | 22 décembre 2023    | https://changelog.qgis.org/en/qgis/version/3.34/ |
| 3.36        | Maidenhead       | 23 février 2024     | https://changelog.qgis.org/en/qgis/version/3.36/ |
| 3.38        | Grenoble         | 21 juin 2024        | https://changelog.qgis.org/en/qgis/version/3.38/ |
| 3.40 LTR    | Bratislava       | 25 octobre 2024     | https://changelog.qgis.org/en/qgis/version/3.40/ |
| 3.42        | Münster          | 21 février 2025     | https://changelog.qgis.org/en/version/3.42/ |
| 3.44        | Solothurn        | 20 juin 2025        | https://changelog.qgis.org/en/version/3.44/ |